# Нутряной жир
Нутряной жир — жир, который прикрепляется к внутренним органам животного. Содержит незаменимые жирные кислоты и другие вещества, участвующие в строительстве клеток организма. Используется в кулинарии, косметологии, медицине. Применяется при приготовлении нескольких традиционных британских блюд.
Современная медицина установила, что человеческий нутряной жир (см. белая жировая ткань), большая часть которого лежит широкой лентой на желудке, является необходимым анатомическим элементом. Рамбан определяет нутряной жир как жир, который не составляет единого куска с мясом и отделяется от него, вырабатывает гормоны, избыток которых (при избытке нутряного жира человека) приводит к ряду тяжелых заболеваний. Поэтому медицина советует удерживать количество (вес) нутряного жира человека в минимально необходимых границах и многие современные программы похудения направлены не только на общее снижение веса, но и на уменьшение именно количества жира, особенно нутряного. В связи с этим врачи и диетологи относят нутряной жир животных к весьма нежелательной для человека в пище.